# Johann von Schwarzenberg

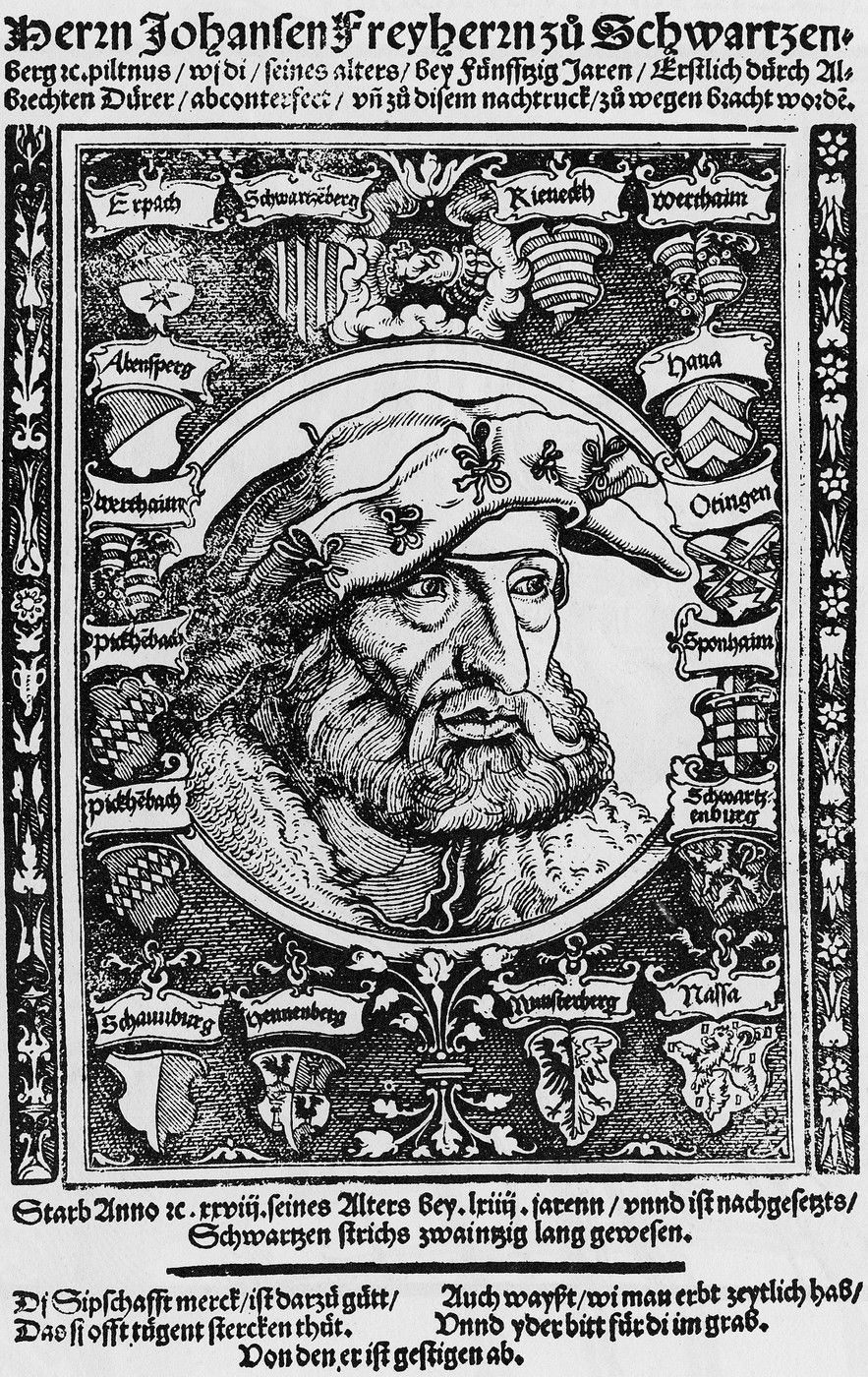
Johann von Schwarzenberg, porträtterad av Albrecht Dürer.

Johann von (eller zu) Schwarzenberg, född den 25 december 1463, död den 21 oktober 1528 i Nürnberg, var en tysk rättslärd och friherre.
Schwarzenberg, som blev brandenburgskt råd, är bekant som författare till den för brottmålslagstiftningens utveckling viktiga Bamberger Halsgerichtsordnung (1507) och verkade för övrigt såväl för reformationens som för de klassiska studiernas spridning.